# Cathédrale de la Dormition d'Ienisseïsk
Pour les articles homonymes, voir Cathédrale de la Dormition.
La cathédrale de la Dormition d'Ienisseïsk (en russe : Успенский собор в Енисейскe) est l'édifice religieux orthodoxe le plus ancien de l'éparchie d'Ienisseïsk en Sibérie, au sein du Patriarcat de Moscou et de toute la Russie. C'est un bel exemple de style baroque sibérien.

## Histoire
Le 11 mai 1747 (ou 1774 selon les documents des églises d'Ienisseïsk), l'archevêque de Tobolsk et de Sibérie, Varlaam, à la demande des habitants de la ville, approuve le transfert de l'église paroissiale en bois vers une nouvelle église en pierre construite sur une colline, près d'un cimetière à l'extérieur de la ville. La décoration intérieure est également déplacée de l'ancienne église vers la nouvelle. 
L'église ancienne en bois était dédiée à Notre-Dame du Signe. La nouvelle est dédiée à la Dormition de la Mère de Dieu. 
L'église est consacrée par l'archevêque Varlaam le 9 septembre 1793. C'est un marchand de la ville, Éfime Treskine qui offre de payer les frais de construction. Le 27 août 1794, le frère d'Éfime, Piotr Treskine supporte les frais de constructions d'un étage supplémentaire (non-chauffé). En 1799, l'étage est achevé. La chapelle de l'étage supérieur est consacrée le 17 juillet 1818 et dédiée aux apôtres Pierre et Paul. En 1826 l'évêque d'Irkoutsk Mikhaïl inaugure la chapelle chauffée située du côté nord de la cathédrale. C'est un marchand, du nom d'Alexandre Kobychev, qui prend en charge les frais de la construction. Elle est dédiée à Innocent d'Irkoutsk.  
Le 25 août 1843, une seconde chapelle non-chauffée est construite au premier étage du côté nord et dédiée au prince Alexandre Nevski. C'est le fils d'Alexandre Kobychev qui en supporte les frais de construction. 
L'aspect extérieur de l'église, comparé aux autres édifices de la région d'Ienisseïsk, se distingue par une certaine austérité. Elle n'en reste pas moins très belle, proche de la tradition russe de son époque mais avec ses particularités de baroque sibérien. Son clocher est massif, surmonté d'une flèche et d'une croix. La partie centrale est surmontée de cinq grands dômes et de deux autres sur les absides.   
Le 27 août 1869, un grave incendie se produit dans la ville d'Ienisseïsk. Il ne subsiste plus qu'un septième des bâtiments après ce désastre. Mais la cathédrale de la Dormition échappe au sinistre. 

### Fermeture pendant la période soviétique
En 1923 se produit une première vague de fermeture d'église après la révolution d'Octobre. La propriété de l'église est enlevée aux paroissiens. 
Dans les années, 1930 l'église sert de garage et l'étage est occupé par un club d'aviation.
En 1937, la cloche de l'église est enlevée par les autorités soviétiques.

### Renaissance
Dans le années 1985—1986 la façade de l'église est restaurée. Au printemps 1988 est réalisée la restauration de la sculpture et de la dorure de l'iconostase. 

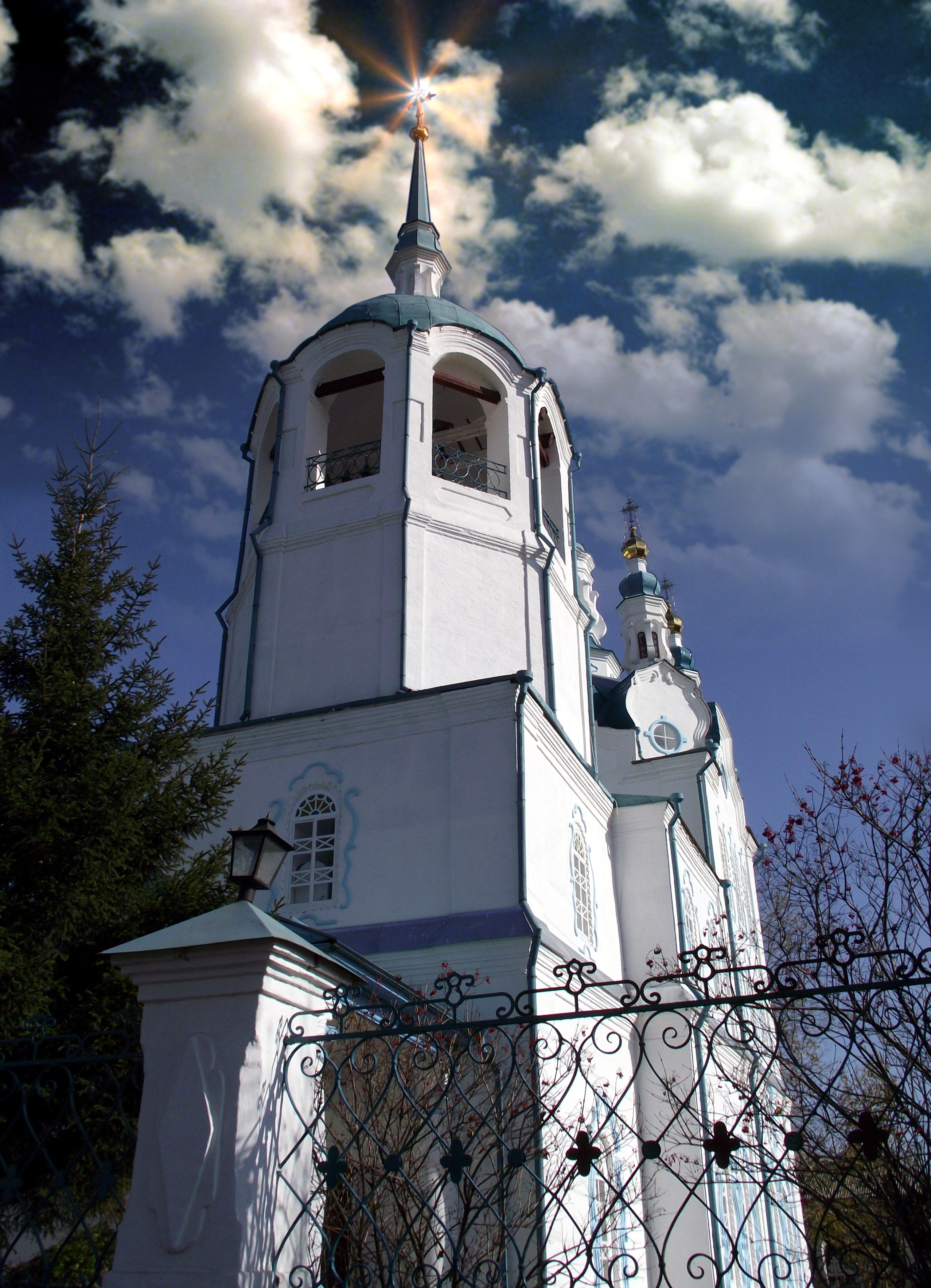
Le clocher de la cathédrale